# العلاقات الرواندية الكوبية
العلاقات الرواندية الكوبية هي العلاقات الثنائية التي تجمع بين رواندا وكوبا.

## مقارنة بين البلدين
هذه مقارنة عامة ومرجعية للدولتين:
| وجه المقارنة                                              | رواندا                                        | كوبا                              |
| --------------------------------------------------------- | --------------------------------------------- | --------------------------------- |
| المساحة (كم2)                                             | 26.34 ألف                                     | 109.88 ألف                        |
| عدد السكان (نسمة)                                         | 12.21 مليون                                   | 11.48 مليون                       |
| الكثافة السكانية (ن./كم²)                                 | 463.55                                        | 104.48                            |
| العاصمة                                                   | كيغالي                                        | هافانا                            |
| اللغة الرسمية                                             | اللغة الكينيارواندا، لغة إنجليزية، لغة فرنسية | اللغة الإسبانية                   |
| العملة                                                    | فرنك رواندي                                   | بيزو كوبي، بيزو كوبي قابل للتحويل |
| الناتج المحلي الإجمالي (بليون دولار)                      | 9.14 مليار                                    | 87.13 مليار                       |
| الناتج المحلي الإجمالي (تعادل القوة الشرائية) بليون دولار | 20.46 مليار                                   |                                   |
| الناتج المحلي الإجمالي الاسمي للفرد دولار أمريكي          | 697                                           |                                   |
| الناتج المحلي الإجمالي للفرد دولار أمريكي                 | 1.66 ألف                                      |                                   |
| مؤشر التنمية البشرية                                      | 0.483                                         | 0.769                             |
| رمز المكالمات الدولي                                      | +250                                          | +53                               |
| رمز الإنترنت                                              | .rw                                           | .cu                               |
| المنطقة الزمنية                                           | ت ع م+02:00                                   | 00                                |

## منظمات دولية مشتركة
يشترك البلدان في عضوية مجموعة من المنظمات الدولية، منها:
| علم المنظمة | اسم المنظمة                                 | تاريخ انضمام رواندا | تاريخ انضمام كوبا |
| ----------- | ------------------------------------------- | ------------------- | ----------------- |
|             | يونسكو                                      | 7 نوفمبر 1962       | 29 أغسطس 1947     |
|             | منظمة حظر الأسلحة الكيميائية                | ?                   | ?                 |
|             | منظمة التجارة العالمية                      | ?                   | ?                 |
|             | الاتحاد البريدي العالمي                     | ?                   | ?                 |
|             | منظمة الشرطة الجنائية الدولية               | ?                   | ?                 |
|             | الأمم المتحدة                               | 18 سبتمبر 1962      | 24 أكتوبر 1945    |
|             | الاتحاد الدولي للاتصالات                    | 12 ديسمبر 1962      | 16 يناير 1918     |
|             | مجموعة دول أفريقيا والكاريبي والمحيط الهادئ | ?                   | ?                 |

## وصلات خارجية
- موقع وزارة الخارجية الرواندية
- موقع وزارة الخارجية الكوبية